# Mållväxter
Mållväxter (Chenopodioideae) är en underfamilj inom familjen amarantväxter.
Det är vanligen ettåriga eller fleråriga växter. De förekommer som örter, buskar eller små träd.
Mållväxter hittas över hela världen. Underfamiljens ursprung tros ligga i Eurasien.
Underfamiljen utgörs av fem tribus med tillsammans omkring 25 släkten.